# Mondelange
Mondelange és un municipi francès, situat al departament del Mosel·la i a la regió del Gran Est. L'any 2007 tenia 5.802 habitants.

## Demografia

### Població
El 2007 la població de fet de Mondelange era de 5.802 persones. Hi havia 2.311 famílies, de les quals 637 eren unipersonals (251 homes vivint sols i 386 dones vivint soles), 645 parelles sense fills, 799 parelles amb fills i 230 famílies monoparentals amb fills.
La població ha evolucionat segons el següent gràfic:
Habitants censats

### Habitatges
El 2007 hi havia 2.498 habitatges, 2.357 eren l'habitatge principal de la família, 9 eren segones residències i 132 estaven desocupats. 1.519 eren cases i 934 eren apartaments. Dels 2.357 habitatges principals, 1.531 estaven ocupats pels seus propietaris, 791 estaven llogats i ocupats pels llogaters i 35 estaven cedits a títol gratuït; 63 tenien una cambra, 142 en tenien dues, 382 en tenien tres, 567 en tenien quatre i 1.204 en tenien cinc o més. 1.789 habitatges disposaven pel capbaix d'una plaça de pàrquing. A 1.146 habitatges hi havia un automòbil i a 879 n'hi havia dos o més.

### Piràmide de població
La piràmide de població per edats i sexe el 2009 era:
| Homes | Edats   | Dones |
| ----- | ------- | ----- |
| 4     | 95 o +  | 12    |
| 4     | 90 a 94 | 16    |
| 24    | 85 a 89 | 72    |
| 20    | 80 a 84 | 56    |
| 52    | 75 a 79 | 96    |
| 112   | 70 a 74 | 164   |
| 152   | 65 a 69 | 140   |
| 200   | 60 a 64 | 188   |
| 136   | 55 a 59 | 176   |
| 140   | 50 a 54 | 124   |
| 164   | 45 a 49 | 196   |
| 220   | 40 a 44 | 200   |
| 192   | 35 a 39 | 216   |
| 252   | 30 a 34 | 228   |
| 152   | 25 a 29 | 208   |
| 185   | 20 a 24 | 180   |
| 188   | 15 a 19 | 144   |
| 216   | 10 a 14 | 124   |
| 188   | 5 a 9   | 176   |
| 120   | 0 a 4   | 136   |

## Economia
El 2007 la població en edat de treballar era de 3.671 persones, 2.615 eren actives i 1.056 eren inactives. De les 2.615 persones actives 2.329 estaven ocupades (1.292 homes i 1.037 dones) i 287 estaven aturades (119 homes i 168 dones). De les 1.056 persones inactives 280 estaven jubilades, 319 estaven estudiant i 457 estaven classificades com a «altres inactius».

### Ingressos
El 2009 a Mondelange hi havia 2.411 unitats fiscals que integraven 5.726 persones, la mediana anual d'ingressos fiscals per persona era de 17.267 €.

### Activitats econòmiques
Dels 239 establiments que hi havia el 2007, 3 eren d'empreses extractives, 8 d'empreses alimentàries, 1 d'una empresa de fabricació de material elèctric, 8 d'empreses de fabricació d'altres productes industrials, 24 d'empreses de construcció, 86 d'empreses de comerç i reparació d'automòbils, 8 d'empreses de transport, 19 d'empreses d'hostatgeria i restauració, 3 d'empreses d'informació i comunicació, 7 d'empreses financeres, 18 d'empreses immobiliàries, 14 d'empreses de serveis, 25 d'entitats de l'administració pública i 15 d'empreses classificades com a «altres activitats de serveis».
Dels 63 establiments de servei als particulars que hi havia el 2009, 1 era una oficina de correu, 2 oficines bancàries, 1 funerària, 11 tallers de reparació d'automòbils i de material agrícola, 1 taller d'inspecció tècnica de vehicles, 3 autoescoles, 5 paletes, 3 guixaires pintors, 4 fusteries, 2 lampisteries, 4 electricistes, 7 perruqueries, 2 veterinaris, 2 agències de treball temporal, 10 restaurants, 3 agències immobiliàries i 2 tintoreries.
Dels 33 establiments comercials que hi havia el 2009, 1 era, 3 supermercats, 1 una botiga de més de 120 m², 5 fleques, 2 carnisseries, 1 una carnisseria, 2 llibreries, 7 botigues de roba, 1 una botiga d'equipament de la llar, 3 botigues de mobles, 1 una botiga de mobles, 1 una botiga de material esportiu, 1 un drogueria, 1 una perfumeria i 3 floristeries.

## Equipaments sanitaris i escolars
El 2009 hi havia 2 farmàcies i 2 ambulàncies.
El 2009 hi havia 2 escoles maternals i 2 escoles elementals.

## Poblacions més properes
El següent diagrama mostra les poblacions més properes.